# BMS Scuderia Italia

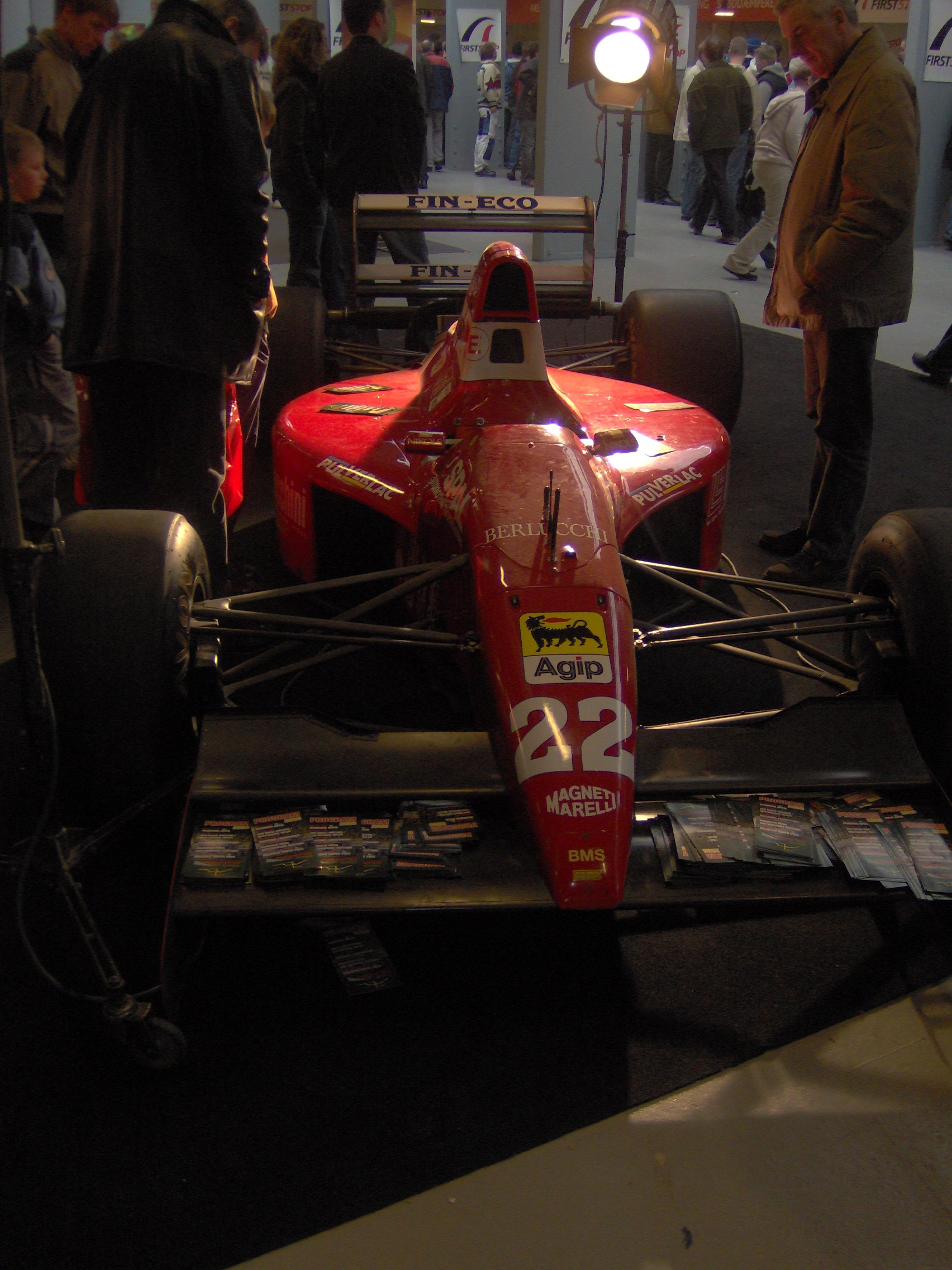
год. Dallara 191—Judd.
1. 22. Джей-Джей Лехто.

БМС Скудери́я Ита́лия (итал. BMS Scuderia Italia SpA) — бывшая команда Формулы-1, принявшая участие в шести чемпионатах мира (1988—1993). Основатель команды — стальной магнат Джузеппе Луккини. Позже команда принимала участие в различных кузовных чемпионатах и находилась в числе лидеров. В Формуле-1 команда являлась аутсайдером. BMS никогда не строила болидов Формулы-1. Команда использовала болиды Dallara, затем Lola. В 1992—1993 годах команда использовала прошлогодние моторы Ferrari V12.

## 1988: Dallara-Ford
В 1987 году Луккини объявил о дебюте своей команды BMS («Brixia Motor Sport», Brixia — латинское название города Брешиа) в Формуле-1 в следующем году. В связи с невозможностью строить собственный болид, Луккини заключил контракт с Джанпаоло Далларой — руководителем компании «Dallara». Луккини назвал свою команду BMS Scuderia Italia. Серхио Ринланд спроектировал болид Dallara F188 и стал главным инженером команды. «Cosworth» предоставил двигатель «Ford» DFZ V8. Единственным пилотом команды стал итальянец Алекс Каффи. Команда не набрала за весь сезон ни одного очка. Лучшим результатом стало 7-е место Каффи на Гран-при Португалии.

## 1989: Dallara-Ford
Сезон 1989 ознаменовался подъёмом команды. В пару к Алексу Каффи был приглашён опытный Андреа де Чезарис, «Ford» предоставил команде новый двигатель Cosworth DFR, а «Dallara» неплохое шасси F189, что позволило команде бороться за очки в гонках. В конце сезона команда заняла 9-е место в Кубке конструкторов с 8-ю очками, поровну заработанных обоими пилотами. Команда добыла свой первый подиум в карьере (на Гран-при Канады 1989 года де Чезарис финишировал третьим).

## 1990: Dallara-Ford
Сезон 1990 не принёс команде практически ничего позитивного. В межсезонье команда сменила технического директора: на место Марио Толлентино, спроектировавшего неплохой болид сезона 1989 пришёл Кристиан Вандерплайн. Также из команды ушёл Каффи, приглашённый в команду Footwork. На его место был приглашён тест пилот Ferrari Джанни Морбиделли. Однако после двух гонок его заменил экс-пилот Benetton итальянец Эмануэле Пирро. Андреа де Чезарис сохранил место в команде. Команда прошла сезон с большими трудностями. Недостаточно хорошее шасси F190 и маломощный, по сравнению с конкурентами, прошлогодний двигатель Ford Сosworth DFR так и не позволил команде побороться даже за очки. Лучшими результатами стали два 10-х места Пирро и де Чезариса. Вандерплайн был уволен, а «Форду» было отказано в поставках двигателей на сезон 1991.

## 1991: Dallara-Judd
Сезон 1991 стал успешнее. Команда начала использовать более мощный, по сравнению с Cosworth DFR мотор Judd GV. За руль болида, спроектированного Найджелом Копертуэйтом посадили прошлогоднего пилота команды Эмануэле Пирро, а также бывшего пилота команды «Onyx» Юрки Ярвилехто. Весь сезон пилоты провели в плотной борьбе с конкурентами из «Footwork», «Minardi», «Brabham» и «Lotus». Заработав 5 очков(в том числе 4 за 3-е место Ярвилехто), команда заняла в чемпионате 8-е место, а её пилоты 18-е и 12-е соответственно.

## 1992: Dallara-Ferrari
На сезон 1992 конюшня возложила большие надежды, команда заполучила контракт на поставку одного из лучших двигателей в чемпионате — Ferrari. Шасси Dallara F192 представляло собой прошлогоднее, переделанное под этот двигатель. Юрки Ярвилехто продлил свой контракт с командой, место же второго пилота занял экс-пилот Minardi Пьерлуиджи Мартини. Однако, недостаток времени на тесты сказался на результатах команды. Дважды, в Испании и в Сан-Марино Мартини приезжал шестым, именно эти два очка спасли команду от последнего места в кубке конструкторов. Ярвилехто не набрал ни одного очка, лучшим его результатом стало 7-е место на Гран-при Бельгии. Команда заняла 10-е место из 16, опередив Minardi. Мартини был классифицирован 16, Ярвилехто — 21. Из-за неудовлетворительных результатов компания «Dallara» решила покинуть Формулу-1. Команда, не имея возможности постройки собственного шасси, обратилась к компании «Lola», ранее строившей шасси для таких команд Формулы-1 как «Larrousse» и «Haas Lola». Более половины работников команды, в том числе технический директор и пилоты, были уволены.

## 1993: Lola-Ferrari
В сжатые сроки команда подготовила автомобиль для участия в сезоне 1993. Эрик Бродли спроектировал шасси для команды под прошлогодний двигатель Ferrari Tipo-040. За руль болида Т93/30 посадили опытного ветерана Микеле Альборето и талантливого новичка, итальянца Луку Бадоера. Однако недостаток тестов и сырое шасси не позволило команде побороться даже за места в очковой зоне. Весь сезон команда провела на самом дне пелетона, и даже мощный двигатель и хорошая пара пилотов не спасли команду от последнего места в Кубке конструкторов. В конце сезона «Lola» отказалась от участия в Формуле 1, а активы команды были выставлены на продажу. В межсезонье они были куплены Джанкарло Минарди и соединены с его собственной командой. До 1995 года его команда выступала под названием «Minardi Scuderia Italia».